# Георгиос Пецос
Георгиос (Йоргос) Пецос (на гръцки: Γεώργιος Πέτσος, Γιώργος Πέτσος) е гръцки политик. Пецос е депутат от ном Пела, заместник-министър и министър в правителства на ПАСОК, а след това независим номарх на ном Пела. През 1989 година преживява опит за покушение от терористичната организация „Седемнадесети ноември“.

## Биография
Роден е в 1947 година в македонския град Воден в семейството на Евангелос Пецос, политик от Центристкия съюз. Дядо му Георги Пецов (Георгиос Пецос) е деец на гръцката въоръжена пропаганда в Македония и пръв гръцки кмет на Воден в 1915 година. Георгиос Пецос завършва икономика в Университета „Пантеон“ и право в Солунския университет.
Започва политическата си кариера в 1977 година, когато е избран за депутат от ПАСОК от избирателен район Пела. От октомври 1981 година до юни 1982 година е министър на отбраната. На 19 юли 1982 година е изключен от ПАСОК, но през април 1985 година членството му е възстановено. През февруари 1987 година става заместник-министър на енергетиката и технологиите, през октомври същата година заместник-министър на финансите, през юни 1988 година министър на транспорта и съобщенията, през ноември същата година министър на обществения ред, пост, който заема до 1989 година.
На 8 май 1989 година терористичната организация „17 ноември“ се опитва да го убие, но само леко го наранява. Според съобщение на организацията той е осъден, защото е смятан за втория виновник в скандала Коскотас, след Агамемнон Куцойоргас.
На 12 юни 1989 година напуска ПАСОК, тъй като не влиза в листата за кандидат депутати. На 27 септември 1989 година е призован в Специалния съд за скандала „Коскотас“ за нарушаване на Закона за министерската отговорността, за пасивен подкуп в степен углавно престъпление и за подбуждане към престъпление за депозитите на ЕЛТА в Банката на Крит. На 30 октомври 1990 година му е определена мярка задържане под стража и остава в затвора около месец. Освободен е на 25 ноември след съгласието на разследващия магистрат и тримата прокурори. На 16 януари 1992 година Специалният съд го признава за виновен с вот 7 на 6 за нарушаване на Закона за министерската отговорност (за разширяване на съоръженията на Коскотас в Палини) и го осъжда на 10 месеца лишаване от свобода с тригодишна условна присъда и лишаване от политически права за 2 години. Съдът го обявява за невинен за другите две престъпления, за които е повдигнато обвинение, а именно, че е участвал във фалита на Банката на Крит.
През октомври 1998 година участва в местните избори като независим кандидат и е избран за номарх на Пела на втория тур с 52,5% от гласовете. През февруари 1999 година е избран за генерален секретар на Съюза на номархиите на Гърция.
През януари 2004 г. той се присъединява към партията Нова демокрация, с която е кандидат за депутат от район Солун I в 2004 година и кандидат за депутат от Пела през 2007 година.
Умира на 10 ноември 2014 година в Атина от рак на простатата.